# Campionato giapponese di calcio
Il campionato di calcio giapponese è un insieme di tornei calcistici istituiti da società affiliate alla Japan Football Association. I campionati sono ripartiti in sette livelli: i primi 2, organizzati dalla J. League, sono inquadrati nell'area del professionismo, il terzo (la J3 League) è anch'esso di carattere professionistico, il quarto (organizzato dalla Japan Football League) è disputato a regime semiprofessionistico, mentre i successivi livelli sono disputati a regime dilettantistico e a carattere locale.
Le squadre partecipanti affrontano ogni compagine del raggruppamento di appartenenza due volte, una sul proprio campo e l'altra su quello dell'avversaria, con uno svolgimento del girone all'italiana. Per ogni squadra vincitrice sono assegnati tre punti, per la perdente zero e in caso di parità viene assegnato un punto ciascuna.

## Struttura

### Primo e secondo livello (J. League)
I due massimi livelli del campionato giapponese di calcio sono organizzati dalla Japan Professional Football League (nota anche come J. League), a cui aderiscono 38 squadre professionistiche ripartite in due divisioni:
- Division 1: Il torneo è composto da 18 squadre che si affrontano in un girone all'italiana con la formula di andata e ritorno. La squadra che ottiene il maggior numero di punti viene proclamata campione del Giappone, mentre le prime tre classificate hanno diritto a partecipare alla AFC Champions League[1]. Le ultime tre squadre classificate retrocedono in Division 2.
- Division 2: È composta da 20 squadre che si affrontano in un girone all'italiana con la formula di andata e ritorno. Le prime tre squadre qualificate ottengono l'accesso diretto alla Division 1, mentre l'ultima retrocede direttamente in J3 League e la penultima disputa uno spareggio salvezza contro la seconda classificata in J3 League.

### Terzo livello
J3 League: È un torneo di stampo professionistico istituito nel 2014, a cui partecipano attualmente 20 squadre. Al termine del campionato, la prima classificata ha diritto ad essere promossa direttamente in J. League 2, mentre la seconda disputa uno spareggio promozione con la penultima classificata in J. League 2. Tuttavia, per poter essere realmente promosse, entrambe devono rispettare alcuni criteri stabiliti dalla J. League.

### Quarto livello (Japan Football League)
È l'unico torneo organizzato dalla Japan Football League, composto da 16 squadre semiprofessionistiche che si affrontano in un girone all'italiana con la formula di andata e ritorno. Non sono previste promozioni, tuttavia se una delle prime quattro classificate è membro associato della J. League, può salire di livello previa un'ispezione del proprio status professionistico da parte di un organo della J. League. Le ultime due classificate retrocedono in Japan Regional League.

### Quinto e sesto livello (Japan Regional League)
Il torneo è ripartito in nove gironi regionali (ripartiti, in alcuni casi, in due divisioni) a cui partecipano 134 squadre quasi tutte dilettanti, infatti ci sono anche squadre che hanno il J. League Status e le seconde squadre dei club professionistici. Al termine della stagione le prime (e, in alcuni casi, le seconde) classificate dei gironi si affrontano in un play-off (denominato All Japan Regional Football Promotion League Series) con le prime due classificate che ottengono la promozione al livello superiore. Per quanto riguarda le retrocessioni, ogni singolo girone adotta un proprio regolamento.

### Dal settimo livello
È un torneo organizzato dai comitati provinciali della Japan Football Association e consta di 47 gironi provinciali (di cui quattro appartenenti alla prefettura di Hokkaidō), ciascuno di essi adottante un proprio regolamento in materia di promozione e retrocessione.

## Attuale sistema
| Livelli | Campionati/Divisioni                                       | Campionati/Divisioni                                        | Campionati/Divisioni                                        | Campionati/Divisioni                                                 | Campionati/Divisioni                                          | Campionati/Divisioni                        | Campionati/Divisioni                                 | Campionati/Divisioni                                    | Campionati/Divisioni                        | Campionati/Divisioni                                                                |
| ------- | ---------------------------------------------------------- | ----------------------------------------------------------- | ----------------------------------------------------------- | -------------------------------------------------------------------- | ------------------------------------------------------------- | ------------------------------------------- | ---------------------------------------------------- | ------------------------------------------------------- | ------------------------------------------- | ----------------------------------------------------------------------------------- |
| I       | J1 League (J1) 20 squadre                                  | J1 League (J1) 20 squadre                                   | J1 League (J1) 20 squadre                                   | J1 League (J1) 20 squadre                                            | J1 League (J1) 20 squadre                                     | J1 League (J1) 20 squadre                   | J1 League (J1) 20 squadre                            | J1 League (J1) 20 squadre                               | J1 League (J1) 20 squadre                   | J1 League (J1) 20 squadre                                                           |
| II      | J2 League (J2) 20 squadre                                  | J2 League (J2) 20 squadre                                   | J2 League (J2) 20 squadre                                   | J2 League (J2) 20 squadre                                            | J2 League (J2) 20 squadre                                     | J2 League (J2) 20 squadre                   | J2 League (J2) 20 squadre                            | J2 League (J2) 20 squadre                               | J2 League (J2) 20 squadre                   | J2 League (J2) 20 squadre                                                           |
| III     | J3 League (J3) 20 squadre                                  | J3 League (J3) 20 squadre                                   | J3 League (J3) 20 squadre                                   | J3 League (J3) 20 squadre                                            | J3 League (J3) 20 squadre                                     | J3 League (J3) 20 squadre                   | J3 League (J3) 20 squadre                            | J3 League (J3) 20 squadre                               | J3 League (J3) 20 squadre                   | J3 League (J3) 20 squadre                                                           |
| IV      | Japan Football League 16 squadre                           | Japan Football League 16 squadre                            | Japan Football League 16 squadre                            | Japan Football League 16 squadre                                     | Japan Football League 16 squadre                              | Japan Football League 16 squadre            | Japan Football League 16 squadre                     | Japan Football League 16 squadre                        | Japan Football League 16 squadre            | Japan Football League 16 squadre                                                    |
| V       | Japan Regional League Division 1 80 squadre                | Japan Regional League Division 1 80 squadre                 | Japan Regional League Division 1 80 squadre                 | Japan Regional League Division 1 80 squadre                          | Japan Regional League Division 1 80 squadre                   | Japan Regional League Division 1 80 squadre | Japan Regional League Division 1 80 squadre          | Japan Regional League Division 1 80 squadre             | Japan Regional League Division 1 80 squadre | Japan Regional League Division 1 80 squadre                                         |
| V       | Hokkaido (8 squadre)                                       | Tohoku (10 squadre)                                         | Tohoku (10 squadre)                                         | Kanto (10 squadre)                                                   | Hokushin'etsu (8 squadre)                                     | Tokai (8 squadre)                           | Kansai (8 squadre)                                   | Chugoku (10 squadre)                                    | Shikoku (8 squadre)                         | Kyushu (10 squadre)                                                                 |
| VI      | Japan Regional League Division 2 55 squadre                | Japan Regional League Division 2 55 squadre                 | Japan Regional League Division 2 55 squadre                 | Japan Regional League Division 2 55 squadre                          | Japan Regional League Division 2 55 squadre                   | Japan Regional League Division 2 55 squadre | Japan Regional League Division 2 55 squadre          | Japan Regional League Division 2 55 squadre             | Japan Regional League Division 2 55 squadre | Japan Regional League Division 2 55 squadre                                         |
| VI      |                                                            | Tohoku nord (10 squadre)                                    | Tohoku sud (10 squadre)                                     | Kanto (10 squadre)                                                   | Hokushin'etsu (8 squadre)                                     | Tokai (9 squadre)                           | Kansai (8 squadre)                                   |                                                         |                                             |                                                                                     |
| VII     | 47 Campionati Provinciali ??? squadre                      | 47 Campionati Provinciali ??? squadre                       | 47 Campionati Provinciali ??? squadre                       | 47 Campionati Provinciali ??? squadre                                | 47 Campionati Provinciali ??? squadre                         | 47 Campionati Provinciali ??? squadre       | 47 Campionati Provinciali ??? squadre                | 47 Campionati Provinciali ??? squadre                   | 47 Campionati Provinciali ??? squadre       | 47 Campionati Provinciali ??? squadre                                               |
| VII     | Dōhoku (nord) \| Dōtō (est) \| Dōō (centro) \| Dōnan (sud) | Aomori \| Iwate \| Miyagi \| Akita \| Yamagata \| Fukushima | Aomori \| Iwate \| Miyagi \| Akita \| Yamagata \| Fukushima | Ibaraki \| Tochigi \| Gunma \| Saitama \| Chiba \| Tokyo \| Kanagawa | Niigata \| Toyama \| Ishikawa \| Fukui \| Yamanashi \| Nagano | Gifu \| Shizuoka \| Aichi \| Mie            | Shiga \| Kyoto \| Osaka \| Hyogo \| Nara \| Wakayama | Tottori \| Shimane \| Okayama \| Hiroshima \| Yamaguchi | Tokushima \| Kagawa \| Ehime \| Kochi       | Fukuoka \| Saga \| Nagasaki \| Kumamoto \| Ōita \| Miyazaki \| Kagoshima \| Okinawa |